# Хафизов, Олег Эсгатович
Оле́г Эсга́тович Хафи́зов (род. 13 марта 1959, Свердловск) — российский писатель, журналист.

## Биография
Родился в семье заводских служащих. С трёхлетнего возраста живёт в Туле.
Окончил школу на окраине города, с детства увлекался историей, рок-музыкой и искусством, учился в музыкальной и художественной школах, занимался боксом и восточными единоборствами. Писать прозу начал в 24 года под влиянием русской классической и современной европейской, главным образом англоязычной, литературы.
После школы работал художником-оформителем, затем поступил на факультет иностранных языков Тульского педагогического института. Институт окончил заочно, работая переводчиком технической литературы в НИИ и КБ. С начала перестройки работал специалистом по рекламе, учился в Литературном институте им. А. М. Горького. Был журналистом тульской областной газеты «Молодой коммунар», телеведущим, редактором телевидения, сценаристом документальных и детективных фильмов на федеральных телеканалах. Более десяти лет преподавал практическую журналистику в школе, работал доцентом кафедры журналистики ТулГУ. С 2016 года — научный сотрудник музея-заповедника «Куликово поле».
Первые серьёзные публикации появились в саратовском журнале «Волга» в начале 90-х. В литературных журналах Москвы печатается с 1996 года. Постоянный автор «Нового мира», «Октября», «Знамени». Рассказы, повести, романы и эссе выходили в «Вестнике Европы», «Дружбе народов», «Москве», «Урале», «Сибирских огнях» и многих других российских и зарубежных изданиях.
Ранние произведения Хафизова написаны в гротескной, парадоксальной манере, близкой к магическому реализму. Позднее проза приобретает всё более реалистический характер, вплоть до полного отказа от вымышленных сюжетов. С начала 2000-х годов обращается к историческим темам, своеобразному синтезу исторически достоверной документалистики, философии и фантасмагории.
По словам писателя, за каждым живым эпизодом его исторических рассказов и романов стоят часы научных штудий, десятки источников и сопоставлений. Только для создания образа графа Фёдора Толстого в дилогии «Дикий американец», «Дуэлист» понадобилось более десяти лет изучения эпохи и биографии героя.
По мнению участника альманаха «Метрополь» Евгения Попова, Хафизов является «одним из лучших писателей России». Включён в энциклопедию «Русские писатели. Современная эпоха», в которой собраны наиболее известные отечественные литераторы, родившиеся после 1917 года.
Автор четырёх книг прозы на современном и историческом материале, пяти пьес и многочисленных сценариев.

## Премии
- 2004 — шорт-лист премии имени И. П. Белкина (повесть «Полёт „России“»)[2]
- 2011 — 2-е место Международного конкурса журнала «Флорида» (рассказ «Мёртвая петля»)[3]
- 2012 — призёр Международного литературного Волошинского конкурса
- 2018 — шорт-лист Международного конкурса современной русской драматургии «Автора — на сцену!» (пьеса в стихах «Дикий американец», в соавторстве с Еленой Хафизовой)
- 2019 — лауреат премии журнала «Новый мир»[4]
- 2019 — лауреат премии имени Павла Бажова в номинации «Мастер. Проза» (повесть «Пещной отрок»)[5]